# 山口英彰
山口英彰（やまぐち ひであき、1961年〈昭和36年〉11月20日 - ）は、日本の農林水産官僚。水産庁長官（第50代）。

## 来歴
1961年（昭和36年）11月20日、福岡県で出生。
1980年（昭和55年）、福岡県立修猷館高等学校を卒業。
1985年（昭和60年）3月、東京大学法学部第1類（私法コース）を卒業し、同年4月に農林水産省に入省。
入省後、林野庁林政部林政課に配属。消費者行政、農協・金融行政、経営政策などに携わり、経営局経営政策課長、大臣官房予算課長、林野庁林政部林政課長、大臣官房審議官、大臣官房総括審議官などを歴任。途中、静岡県庁、首相官邸、内閣官房へ出向した経験を持ち、内閣官房内閣審議官などを務めた。
2017年（平成29年）7月、水産庁次長に就任。漁業法改正等に尽力する。
2019年（令和元年）7月8日、水産庁長官に就任。
2021年（令和3年）7月1日、退職。
2022年（令和4年）日本中央競馬会参与。

## 略歴
- 1985年4月：農林水産省採用、林野庁林政部林政課[9]
- 1992年7月：農林水産省食品流通局企画課企画官
- 1992年7月：大蔵省主計局主計企画官補佐（調整第二係主査）
- 1994年8月：農林水産省構造改善局農政部就業改善課課長補佐（総括）
- 1995年11月：農林水産省構造改善局農政部農業経営課課長補佐（企画）
- 1996年1月：農林水産省経済局総務課課長補佐（税制班担当）
- 1997年4月：静岡県林業・水産部水産課長
- 1998年4月：静岡県農林水産部次長
- 1999年4月：静岡県農林水産部参事（併）静岡県生産振興総室水産統括監
- 2000年4月：農林水産省大臣官房文書課付
- 2000年4月：農林水産省大臣官房企画室企画官（併）農林水産省大臣官房文書課
- 2000年6月：農林水産省大臣官房文書課課長補佐（総括）
- 2001年1月：農林水産省経営局協同組織課経営・組織対策室長
- 2003年4月：農林水産省大臣官房企画評価課首席調整官（併）農林水産省大臣官房秘書課（命）農林水産大臣秘書官事務取扱（亀井善之大臣）
- 2004年9月：農林水産省大臣官房付
- 2005年1月：農林水産省経営局金融調整課長
- 農林水産省大臣官房付（併）内閣官房内閣参事官（内閣総務官室）
- 2007年：農林水産省経営局経営政策課長
- 2009年：農林水産省経営局協同組織課長
- 2009年：農林水産省大臣官房参事官（戸別所得補償制度）
- 2011年：農林水産省経営局経営政策課長
- 2012年：林野庁林政部林政課長
- 2013年：農林水産省大臣官房予算課長
- 2015年：農林水産省大臣官房審議官（併）農林水産省経営局
- 2016年：内閣官房内閣審議官（内閣官房副長官補付）（命）内閣官房農林水産業輸出力強化等推進室次長
- 2016年：農林水産省大臣官房総括審議官（併）内閣官房副長官補付
- 2016年：（命）内閣官房農林水産業輸出力強化等推進室次長
- 2017年：水産庁次長（命）水産庁漁業取締副本部長
- 2019年：水産庁長官（命）水産庁漁業取締本部長（併）復興庁付（～2021年3月）
- 2021年：退職
- 2023年：日本中央競馬会常務理事[10]
- 2023年：日本中央競馬会副会長